# Pietro Bordino

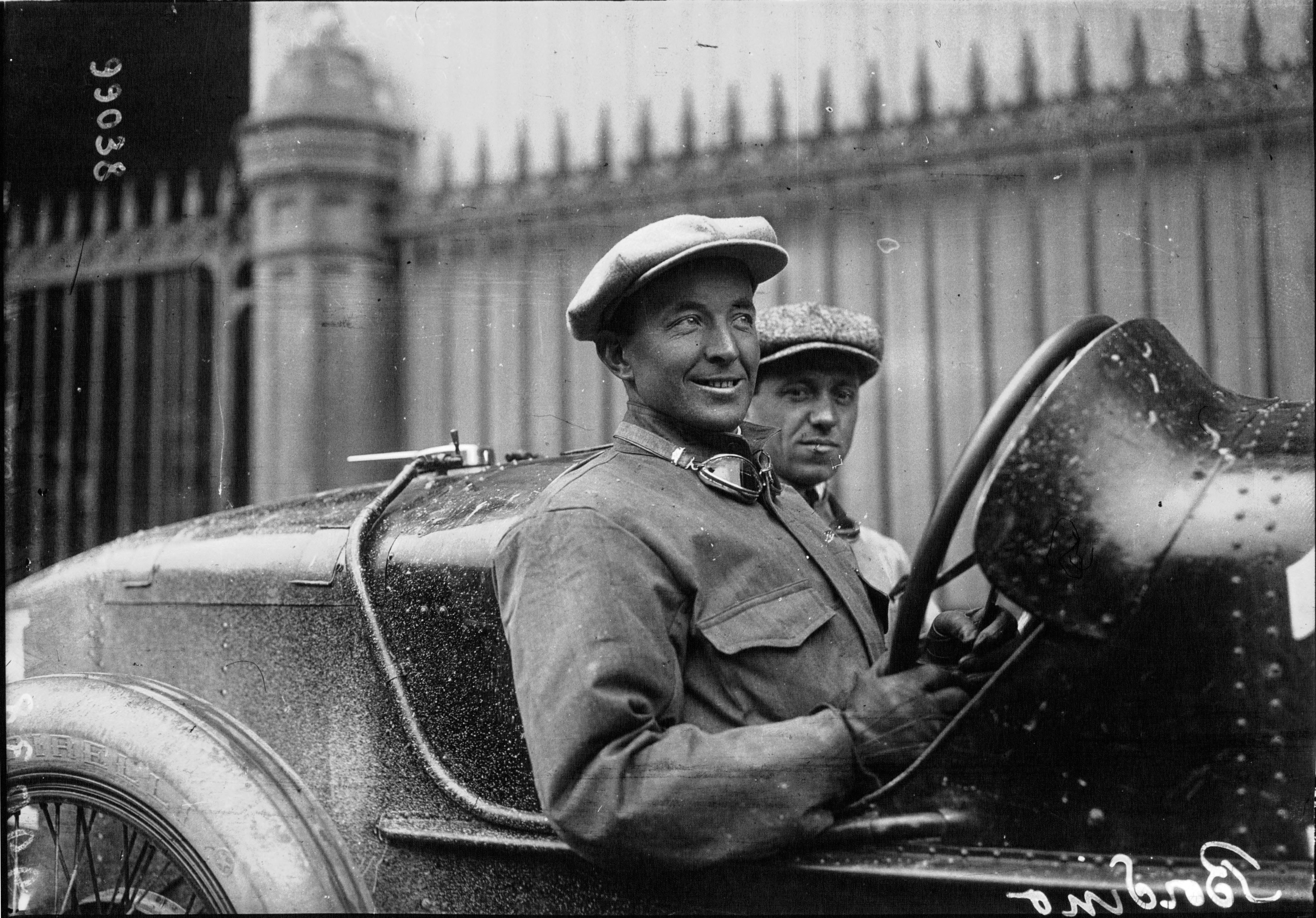
Pietro Bordino beim Großen Preis von Frankreich 1922

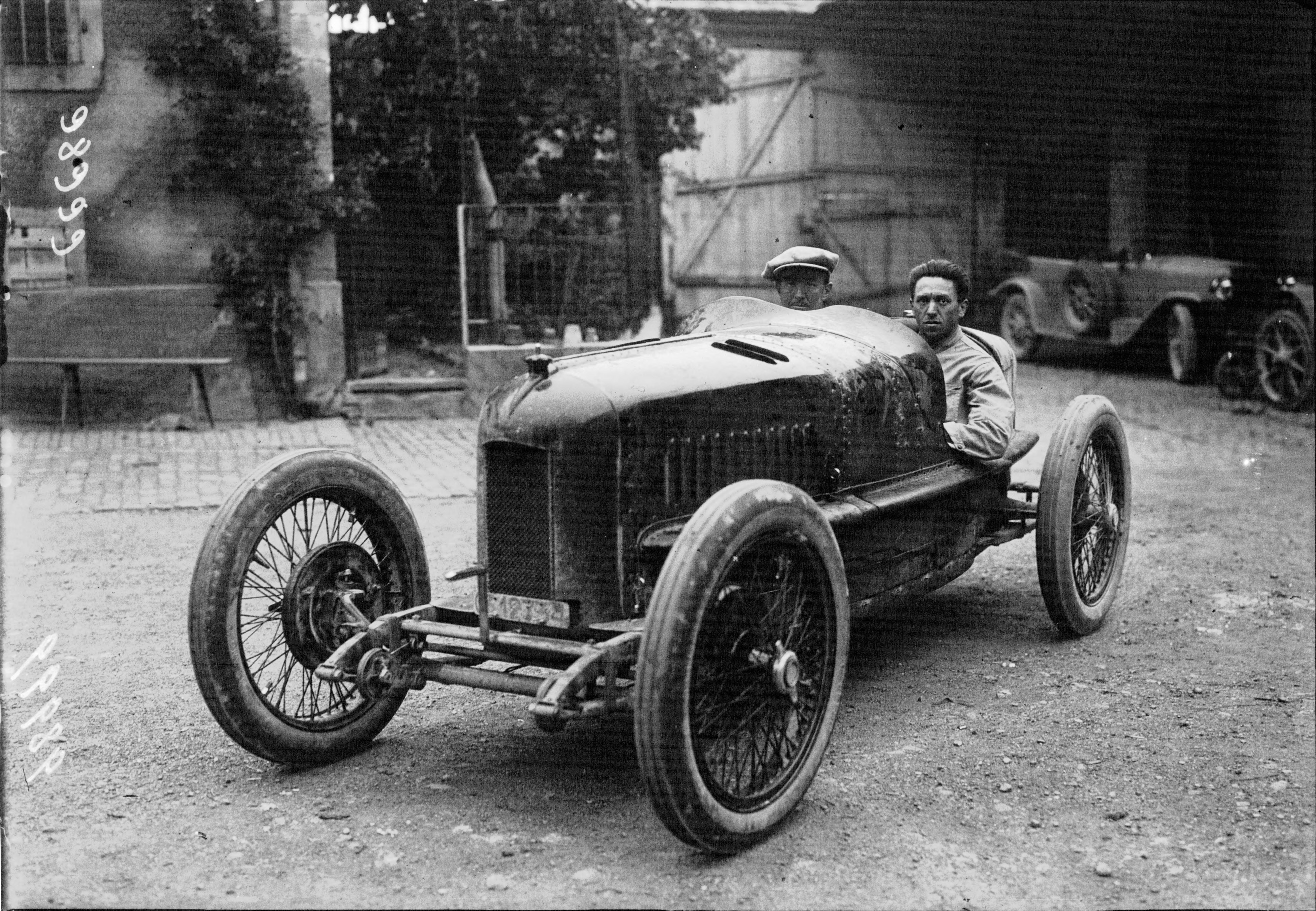
Pietro Bordino im Fiat 804; auch hier beim Großen Preis von Frankreich 1922

Pietro Bordino (* 22. November 1887 in Turin; † 15. April 1928 in Alessandria) war ein italienischer Automobilrennfahrer.

## Karriere
Pietro Bordino kam schon in frühen Jahren mit dem Motorsport in Berührung. Sein Vater arbeitete bei Fiat und der junge Pietro bekam Kontakt zu Vincenzo Lancia, der bei Fiat Werksfahrer war. Bordino wurde 1902 als Fünfzehnjähriger dessen beifahrender Mechaniker. In dieser Funktion wurde er 1906 gemeinsam mit Lancia Zweiter beim Vanderbilt Cup.
1908 begann Bordinos Karriere als Fahrer. Sein Debüt gab er bei einem Bergrennen und stieg 1911 in den Grand-Prix-Sport ein. Er wurde Werksfahrer bei Fiat und wechselte 1913 zu Vincenzo Lancia, der inzwischen ein eigenes Automobilunternehmen gegründet hatte. 1913 wurde er Achter bei der Targa Florio. Der Erste Weltkrieg unterbrach die Rennaktivitäten von Bordino, der seine Karriere nach dem Ende der Kriegshandlungen 1919 als Motorradrennfahrer fortsetzte. 1921 kehrte er als Werksfahrer von Fiat zum Monopostosport zurück. Mit dem Fiat 801 bestritt er die Targa Florio, fiel aber aus. Den ganzen Sommer bestritt er für das italienische Werksteam Rennen in den Vereinigten Staaten und kehrte erst zum Großen Preis von Italien nach Europa zurück. Im Rennen lag er auf einem Fiat 802 lange in Führung, fiel aber in der 16. Runde mit einem Schaden am Magnetzünder aus.
1922 feierte er seinen größten Erfolg im Motorsport, als er mit seinem Triumph beim Großen Preis von Italien sein erstes Grand-Prix-Rennen gewann.
Bordino war neben Felice Nazzaro und Antonio Ascari der bekannteste italienische Rennfahrer der 1920er-Jahre. Er führte viele Rennen an, konnte wegen seiner materialmordenden Fahrweise aber nur wenige beenden. Nach dem Rückzug von Fiat aus dem internationalen Grand-Prix-Sport wechselte er zu Bugatti und bestritt weiterhin Autorennen. 1928 verunglückte er beim Training zum V Circuito di Alessandria, einem Straßenrennen in der Innenstadt von Alessandria, tödlich. Beim Versuch einem über die Straße laufenden Hund auszuweichen kam er von Strecke ab, der Bugatti überschlug sich und stürzte in einen Fluss. Bordino fand dabei den Tod.